# Балабин, Степан Фёдорович
Степан Фёдорович Балабин 2-й (1763—1818) — российский командир эпохи наполеоновских войн, генерал-майор Русской императорской армии.

## Биография
Степан Балабин родился в 1763 году в станице Раздорская Области Войска Донского; происходил из протопопских детей.
10 марта 1778 года зачислен на военную службу казаком. 3 сентября 1789 года за усердие был произведён в сотники.
Сражался в 1778—1785 годах на Кавказе с горцами, затем воевал с турками (был дважды ранен: в бою при Бендерах и при штурме Измаила).
Принимал участие в польских событиях 1792 года и в Персидском походе русской армии 1796 года.

С 1806 по декабрь 1812 года Балабин командовал Атаманским казачьим полком, с которым принял участие в Войне четвёртой коалиции, и за свою доблесть был награждён 5 августа 1807 года орденом Святого Георгия 4-го класса: 
в воздаяние отличного мужества и храбрости, оказанных в сражении 28 февраля при с. Гронау против французских войск, где при вытеснении неприятеля из с. Каари поступал мужественно и благоразумными распоряжениями, как и личною неустрашимостью, будучи впереди, подавал пример подчиненным.
Принял участие и в следующей Русско-турецкой войне, за отвагу в которой 24 января 1810 года получил погоны полковника, а 11 апреля 1811 года Балабин был пожалован дворянским достоинством.
После вторжения наполеоновской армии в Россию Балабин принял активное участие в Отечественной войне 1812 года, сражался со своим полком, входившим в корпус атамана Матвея Платова, в ряде сражений этой войны: бою при Мире, бою при Молевом Болоте, Бородинской битве и Тарутинском сражении.
В декабре 1812 года болезнь вынудила Балабина остаться в Ковно и, вскоре после выздоровления, он был назначен командиром бригады.
2 февраля 1814 года за отвагу, проявленную при Суассоне, был удостоен ордена Святого Георгия 3-го класса: 
в воздаяние отличных подвигов мужества, храбрости и распорядительности, оказанных в сражениях против французских войск 2 февраля при штурме Суассона.
3 января 1815 года был произведён в чин генерал-майора.
Степан Фёдорович Балабин умер в 1818 году (точный день неизвестен; исключён из списков 19 мая 1818 года, значит умер не позднее этой даты).
Также был награждён орденами Св. Владимира 3-й степени; Св. Анны 1-й степени, 2-й степени и 2-й степени с алмазами; прусским орденом Pour le Meritе; шведским орденом Меча (командор); золотым офицерским крестом за взятие Измаила; серебряной медалью «В память Отечественной войны 1812 года»; бронзовой дворянской медалью участника Отечественной войны 1812 года; серебряной медалью «За взятие Парижа»; Золотой саблей с надписью: «За храбрость».